# 2011 au Nouveau-Brunswick
Chronologie du Nouveau-Brunswick
- 2007
- 2008
- 2009
- 2010
- 2011
- 2012
- 2013
- 2014
- 2015

Cette page concerne des événements d'actualité qui se sont produits durant l'année 2011 dans la province canadienne du Nouveau-Brunswick.

## Événements
- Fondation du groupe de musique Les Hay Babies.
- 2 janvier : un résident de Grande-Digue est arrêté pour avoir menacé de mort le député fédéral de Beauséjour Dominic LeBlanc[1].
- 11 au 27 février : le Nouveau-Brunswick remporte seize médailles aux Jeux du Canada d'hiver 2011
- 26 février : le chef de secte et criminel québécois Roch Thériault est retrouvé mort au pénitencier de Dorchester[2]
- 2 mars : Dominic Cardy est élu chef du Nouveau Parti démocratique du Nouveau-Brunswick par acclamation[3]
- 23 mars : un agriculteur de Drummond est condamné à un an de prison à Beyrouth au Liban à la suite d'une accusation d'avoir exporté des patates impropres à la consommation en Algérie en 2007.
- 2 mai : lors des Élections fédérales, les conservateurs remportent cinq sièges, tandis que les libéraux et les néo-démocrates n'en obtiennent qu'un chacun.
- 26 mai : le député néo-démocrate de la circonscription Acadie—Bathurst, Yvon Godin, est nommé porte-parole de l'opposition officielle du Canada pour le travail et les langues officielles[4].
- 23 août : un tremblement de terre dont l'épicentre se situe en Virginie est ressenti jusqu'à Fredericton mais ne fait aucun blessé ni dégât[5].
- 12 septembre : Jack MacDougall quitte ses fonctions de chef du Parti vert du Nouveau-Brunswick et est temporairement remplacé par Greta Doucet en attendant l'élection d'un nouveau chef.
- 26 novembre : l'ancien maire de Belledune Nick Duivenvoorden se lance dans la course à la chefferie de l'Association libérale du Nouveau-Brunswick[6].

## Décès
- 13 mai : Wallace McCain, homme d'affaires et entrepreneur.
- 30 août : Ivan Vanhecke, artiste.
- 13 septembre : Paul-Émile Gallant, designer-inventeur et entrepreneur.

## Sources et références
1. ↑  La Presse canadienne, « Le suspect retourne en cour », L'Acadie Nouvelle,‎ 4 février 2011 (lire en ligne)
2. ↑  Roch « Moïse » Thériault retrouvé mort au Pénitencier de Dorchester. Mise à jour le dimanche 27 février 2011 à 20 h 14
3. ↑  Dominic Cardy nouveau chef néo-démocrate.Mise à jour le jeudi 3 mars 2011 à 9 h 33
4. ↑  Cabinet fantôme, sur le site du NPD
5. ↑  (en) « Virginia earthquake's tremors felt far and wide », CBC news, Canada,‎ 23 août 2011 (lire en ligne, consulté le 25 août 2011)
6. ↑  (en)http://www.cbc.ca/news/canada/new-brunswick/story/2011/11/26/nb-annual-liberal-meeting.html